# Nápi
Nápi är en ort i Grekland.   Den ligger i prefekturen Nomós Lésvou och regionen Nordegeiska öarna, i den östra delen av landet, 260 km nordost om huvudstaden Aten. Nápi ligger 181 meter över havet och antalet invånare är 263. Den ligger på ön Lesbos.
Terrängen runt Nápi är kuperad norrut, men söderut är den platt. Terrängen runt Nápi sluttar söderut. Runt Nápi är det ganska glesbefolkat, med 21 invånare per kvadratkilometer. Närmaste större samhälle är Agía Paraskeví, 2,8 km sydväst om Nápi. 